# 胡震亨
胡震亨（1569年—1645年），原字君鬯，字孝轅，號遯叟，又號赤城山人，浙江海鹽人，明朝文人。

## 生平
先世業儒，其父胡彭述藏書逾萬卷。萬曆二十五年（西元1597年）舉人，屢試進士不第。歷任固城教諭、合肥縣知縣，崇禎末年，補為定州知州，擢兵部職方司員外郎。不久乞歸居家。嗜書如命，日夕不倦硏讀，近人張元濟譽之為「吾邑第一讀書種子」。一生著述宏富，著有《赤城山人稿》、《讀書雜記》、《海鹽縣圖經》、《李詩通》、《杜詩通》、《唐音統籤》等。
《唐音統籤》一書奠定明代硏究唐詩諸學者地位，全書凡一千三十三卷，以十干為紀，自《甲籤》至《壬籤》，網羅宏富，按時間先後輯錄唐代至五代間三百餘年的詩作以及詞曲、諺語、酒令等，是胡硏究唐詩的總結，又採輯詩人的遺聞逸事，附入小註，並註明出處、版本。《唐音統籤》及季振宜《唐詩》為清康熙年間修《全唐詩》之藍本。又刻唐韓鄂《歲華紀路》。胡震亨沒後，子孫後人力謀刊佈《唐音統籤》全書，然因卷帙繁重，終清之世未能如願；僅《唐音癸籤》三十三卷因最早刻成，且內容精闢，故得單行於世至今。